# Mouser Electronics
Mouser Electronics és un distribuïdor global de semiconductors i components electrònics. Amb més de 3.000 milions de dòlars en ingressos anuals, Mouser es classifica com el setè distribuïdor de components electrònics més gran del món. La companyia té 27 ubicacions a tot el món i més de 3.200 empleats. Mouser forma part de la família d'empreses Berkshire Hathaway.
La seu global i el centre de distribució de la companyia es troben en un gran campus de 78 acres al DFW Metroplex, Texas. Les instal·lacions abasten un milió de peus quadrats per acomodar l'inventari de més d'un milió de SKU únics que consisteixen en nous productes i tecnologies de més de 1.200 marques de fabricants, incloent Texas Instruments, Intel, TE Connectivity i Analog Devices.
El centre de distribució global de Mouser està actiu les 24 hores del dia per gestionar desenes de milers de comandes cada dia. El personal del centre de distribució processa i envia a més de 650.000 clients en més de 223 països i/o territoris.
Mouser ha fet inversions de capital en 120 mòduls d'elevació vertical, que és la instal·lació més gran d'Amèrica del Nord.
El lloc web té productes de 1.200 marques de fabricants i accés a 6,8 milions de productes i fulls de dades. Té un gestor de projectes amb capacitats de reordenació automàtica i d'importació de Llista de materials (BOM). Els usuaris poden subscriure's a un butlletí de notícies de Mouser i els microllocs del lloc web Mouser.com ensenyen sobre noves tecnologies.